# Antonio Rudinì
Antonio Starabba di Rudini, markiz (ur. 16 kwietnia 1839 w Palermo, zm. 7 sierpnia 1908 w Rzymie) – dwukrotny premier Włoch (1891-1892 i 1896-1898).

## Życiorys
Urodził się w arystokratycznej liberalnej rodzinie sycylijskiej. W 1860 związał się z ruchem rewolucyjnym, w 1864 został burmistrzem Palermo, na tym stanowisku skutecznie opierał się przeciwnikom zjednoczenia Włoch. Później został prefektem zachodniej Sycylii, a w 1869 krótko był ministrem spraw wewnętrznych. W następnych latach w parlamencie był liderem prawicy, w 1891 na rok objął urząd premiera, ponownie był premierem w latach 1896-1898. Po przegranej bitwie pod Aduą zawarł pokój z Etiopią, potem w celu spełnienia aspiracji antykolonialnego stronnictwa scedował Kassalę na rzecz W. Brytanii, co wywołało oburzenie we Włoszech. Jego polityka wewnętrzna nie była wystarczająco elastyczna, by uniknąć poważnych zamieszek, które wybuchły w 1898. Ponieważ nie miał dość siły, by zapobiec rewolucji zapoczątkowanej przez socjalistów, jego rząd upadł w czerwcu 1898.